# Stone (Staffordshire)
Stone è una cittadina di 16 385 abitanti, situata nella contea dello Staffordshire in Inghilterra.

## Amministrazione

### Gemellaggi
- Bagnacavallo